# Liste der Kulturdenkmale in Krokau
In der Liste der Kulturdenkmale in Krokau sind alle Kulturdenkmale der schleswig-holsteinischen Gemeinde Krokau (Kreis Plön) aufgelistet (Stand: 10. März 2025).

## Legende
In den Spalten befinden sich folgende Informationen:
- Objekt-ID: die Nummer des Kulturdenkmales
- Lage: die Adresse des Kulturdenkmales und die geographischen Koordinaten. Kartenansicht, um Koordinaten zu setzen. In der Kartenansicht sind Kulturdenkmale ohne Koordinaten mit einem roten Marker dargestellt und können in der Karte gesetzt werden. Kulturdenkmale ohne Bild sind mit einem blauen Marker gekennzeichnet, Kulturdenkmale mit Bild mit einem grünen Marker.
- Offizielle Bezeichnung: Bezeichnung des Kulturdenkmales
- Beschreibung: die Beschreibung des Kulturdenkmales
- Bild: ein Bild des Kulturdenkmales

## Sachgesamtheiten
| Objekt-ID | Lage                                         | Offizielle Bezeichnung | Beschreibung | Bild |
| --------- | -------------------------------------------- | ---------------------- | --- | ---- |
| 40855     | Dorfstraße 38 (54° 24′ 12″ N, 10° 20′ 29″ O) | Wisch-Hof              | Wisch-Hof; um 1900; in der Ortsmitte gelegenes Ensemble aus großem Wohnhaus und langgestreckter Stallscheune - Begründung: geschichtlich, städtebaulich, Kulturlandschaft prägend - Schutzumfang: Wohnhaus mit Pflasterung, Stallscheune | BW   |

## Bauliche Anlagen
| Objekt-ID     | Lage                                          | Offizielle Bezeichnung | Beschreibung | Bild                             |
| ------------- | --------------------------------------------- | ---------------------- | --- | -------------------------------- |
| 31340         | Brookwisch 14 (54° 23′ 49″ N, 10° 21′ 48″ O)  | Wohnhaus               | Wohnhaus; 1920er/30er Jahre; eingeschossiger giebelständiger Backsteinbau auf hohem Sockel mit Satteldach, kurzer Seitenflügel nach Norden, mit Remise und Baumreihe - Begründung: geschichtlich, städtebaulich, Kulturlandschaft prägend - Schutzumfang: Wohnhaus, Remise, Baumreihe - Denkmaltyp: Bauliche Anlage                                                            | Fotos hochladen                  |
| 40850         | Brookwisch 16 (54° 23′ 50″ N, 10° 21′ 48″ O)  | Wohnhaus               | Wohnhaus; 1920er/30er Jahre; eingeschossiger giebelständiger Backsteinbau mit hohem Satteldach, Altan und kurzen Seitenflügeln nach Norden und Süden, mit Remise - Begründung: geschichtlich, städtebaulich - Schutzumfang: Wohnhaus, Remise - Denkmaltyp: Bauliche Anlage | Fotos hochladen                  |
| 40856         | Dorfstraße 38 (54° 24′ 12″ N, 10° 20′ 29″ O)  | Wohnhaus               | Wohnhaus; 1904 für Bauherrn Johannes Finck, Baumeister Hermann Göttsch; großer, villenartiger Backsteinbau mit hohem Drempel und Schopfwalmdach, ein- und zweigeschossige Vorsprünge nach Norden und Süden - Begründung: geschichtlich, städtebaulich, Kulturlandschaft prägend - Schutzumfang: Wohnhaus, Pflasterung - Denkmaltyp: Bauliche Anlage, Sachgesamtheit: Wisch-Hof | BW                               |
| 1436 Wikidata | Krokauer Mühle (54° 24′ 24″ N, 10° 20′ 13″ O) | Windmühle              | Alteintragung (Aktualisierung vorgesehen) - Begründung: Alteintragung (Aktualisierung vorgesehen) - Schutzumfang: Alteintragung (Aktualisierung vorgesehen) - Denkmaltyp: Bauliche Anlage | weitere Fotos \| Fotos hochladen |

## Quelle
- Liste der Kulturdenkmale in Schleswig-Holstein – Kreis Plön (PDF)

- Karte mit allen Koordinaten:
- OSM |
- WikiMap